# Ruisseau du Castor Noir (Mékinac)
Pour les articles homonymes, voir Castor.
Le ruisseau du Castor Noir est un cours d'eau coulant dans le territoire non-organisé du Lac-Normand, dans la municipalité régionale de comté de Mékinac, dans la région administrative de la Mauricie, au Québec, au Canada. La partie supérieure du ruisseau du Castor Noir fait partie de la Réserve faunique du Saint-Maurice.
Depuis environ 1850, la foresterie a été l'activité économique prédominante dans ce secteur forestier et montagneux. Au XIXe siècle, les activités récréo-touristiques ont été mis en valeur. Habituellement, la surface de la rivière est gelée de novembre à avril ; la période de circulation sécuritaire sur la glace est habituellement de la mi-décembre à la fin mars.

## Géographie
Situé dans les montagnes, à la limite nord de la Seigneurie du Cap-de-la-Madeleine, le lac Doris (446 m d'altitude ; diamètre de 300 m) constitue le lac de tête du « Ruisseau du Castor Noir ». Il est situé à 1,4 km au sud du lac Baude (altitude de 405 m). Sa décharge coule vers le sud-est sur un km pour aller se déverser dans le lac Hébert (altitude de 415 m ; long de 1,2 km) que le courant transverse dans le sens de la longueur. L'embouchure de ce dernier lac est située du côté est ; un barrage est érigé à 220 m plus loin sur la rivière. Le lac Hébert reçoit du côté sud les eaux des lacs de la Bécasse (altitude de 423 m), de la Chouette (altitude de 431 m), du Héron (altitude de 433 m) et du Pic Doré (altitude de 453 m).
De là, la rivière continue de couler vers le sud-est sur 1,3 km pour recueillir l'embouchure de la décharge du lac du Caribou (altitude de 493 m). Puis le parcours de la rivière continue vers le sud-est presque en ligne droite sur 5,3 km jusqu'à l'embouchure de la décharge venant de l'ouest de trois petits lacs (altitude de 428 m, 435 m et 453 m). Ce ruisseau draine aussi les eaux des lacs de tête : du Geai Bleu (514 m d'altitude), de l'Épervier (520 m d'altitude), du Goglu (471 m).
Le segment de la rivière coulant sur 3,1 km vers le sud-est atteint le lac Inmam (altitude de 290 m) dont la section ouest est longue de 2,6 km et la section est de 1,8 km, que le courant traverse sur sa longueur. Un camp de gardes forestiers s'est établi sur la rive sud du lac Inmam, lequel est situé dans le canton de Matawin. Vers le centre du lac, un pont de la route forestière (allant vers le nord) enjambe la rivière. Depuis le lac de tête jusqu'au lac Dubar, la rivière coule presque sur la ligne de démarcation du canton de Matawin et de la Seigneurie du Cap-de-la-Madeleine.
Puis le ruisseau du Castor Noir poursuit sa descente vers le sud-est sur 2,2 km jusqu'au lac Dunbar (altitude de 265 m) que la rivière traverse sur 3,0 km. Ce lac s'approvisionne aussi de la décharge du lac du Lynx (au nord-ouest ; altitude de 275 m) et du "Ruisseau des Américains" lequel draine les lacs Swasey (altitude de 308 m), Long fellow (altitude de 343 m), de l'Hermine (altitude de 379 m), du Porc-Épic (altitude de 348 m) et Jibou (altitude de 407 m) ; et un ruisseau drainant les lacs "des Maringouins" (altitude de 343 m), "du Brûlot" (altitude de 346 m), Chicoutai (altitude de 396 m) et des Taons (altitude de 347 m).
À partir de l'embouchure du lac Dunbar (situé du côté sud), la rivière descend vers le sud dans une étroite vallée bordée de hautes falaises de montagnes sur 5,3 km jusqu'au "lac du Castor Noir" (altitude de 194 m ; longueur de 0,5 km). Le courant traverse ce lac sur environ 360 m. La rivière repart vers le sud sur 285 m pour se déverser dans le lac Simbad (altitude de 190 m ; long de 0,8 km) constitué par un élargissement de la rivière. Le dernier segment de la rivière continue vers le sud sur 1,1 km. La rivière se déverse dans la rivière Matawin, face au Parc national de la Mauricie.

## Toponymie
Les plans d'eau de ce bassin versant sont souvent désignés par des noms d'animaux, particulièrement des oiseaux dans la zone supérieure. Le castor est un animal qui a grandement marqué son habitat forestier et aquatique, notamment par l'abattage d'arbre, ainsi que la construction de digues et de huttes. Le castor désigne davantage des cours d'eau que des plans d'eau. Grace notamment à sa fourrure, à son activité perpétuelle de rongeur et bâtisseur d'ouvrage, il est un animal emblématique au Canada.
Cette désignation toponymique figure dans un document de la Commission de géographie du Québec daté du 7 avril 1945. Le toponyme ruisseau du Castor Noir a été officialisé le 5 décembre 1968 à la Banque des noms de lieux de la Commission de toponymie du Québec.